# Sven Wingård
Sven Adolf Wingård, född 18 januari 1932 i Strömstad, död 6 maj 2019 i Holmsunds distrikt i Västerbottens län, var en svensk journalist, tv-profil och författare.
Han var programledare för det populärvetenskapliga tv-programmet Sigma åren 1982–1993. Han gav även ut böcker på området brännvinskryddning.